# Фюльзак, Манфред
Манфред Фюльзак (нем. Manfred Füllsack; род. 1960, Вена) — австрийский социолог.

## Биография
Последователь Никласа Лумана. Преподаёт в Венском университете такие дисциплины, как социология, философия, история труда, социальная теория и развитие русского общества.

## Некоторые книги Фюльзака
- «Работа». («Arbeit») Manfred Füllsack; UTB-Verlag, Stuttgart, 29. April 2009, ISBN 978-3-8252-3235-1
- Verwerfungen moderner Arbeit. Zum Formwandel des Produktiven. 2008. ISBN 978-3-89942-874-2
- Глобальное социальное обеспечение: безусловный основной доход — во всем мире? (Globale soziale Sicherheit: Grundeinkommen — weltweit?), Avinus Verlag, 2. Mai 2006, Berlin. ISBN 978-3-930064-61-8
- Zuviel Wissen? Zur Wertschätzung von Arbeit und Wissen in der Moderne. 2006 Berlin. ISBN 3-930064-62-6
- Auf- und Abklärung. Grundlegung einer Ökonomie gesellschaftlicher Problemlösungskapazitäten. 2003 Aachen. ISBN 978-3-8322-0979-7
- Leben ohne zu arbeiten? Zur Sozialtheorie des Grundeinkommens. 2002 Berlin. ISBN 978-3-930064-07-6